# Liste der Nummer-eins-Hits in Finnland (2018)
Dies ist eine Liste der Nummer-eins-Hits in Finnland im Jahr 2018. Sie basiert auf den offiziellen Single Top 20 und den Album Top 50, die im Auftrag von Musiikkituottajat, der finnischen Landesgruppe der IFPI, erstellt werden.

## Singles
| ← 2017 ← | Liste der Nummer-eins-Hits in Finnland | Liste der Nummer-eins-Hits in Finnland | Liste der Nummer-eins-Hits in Finnland                                                                                                | 2019 →                    |
| \| Zeitraum \| Wo. ges. \| Interpret \| Titel Autor(en) \| Zusätzliche Informationen \| \| (Zeitraum, Wochen auf Platz eins, Interpret, Titel, Autor[en], zusätzliche Informationen) \| \| \| \| \| \| ----------------------------------------------------------------------------------------- \| -------- \| -------------------------------- \| ------------------------------------------------------------------------------------------------------------------------------------- \| ------------------------- \| \| 10. Dezember 2017 – 6. Januar 2018 4 Wochen \| 4 \| Pikku G feat. Behm \| Solmussa Rita Marketta Behm, Henri Jouni Kristian Lanz, Kalle Oskari Esanpoika Maekipelto \| – \| \| 7. Januar 2018 – 27. Januar 2018 3 Wochen (insgesamt 4) \| 4 \| JVG \| Popkorni \| – \| \| 28. Januar 2018 – 3. Februar 2018 1 Woche \| 1 \| Pyhimys feat. Aksel Kankaanranta \| Jättiläinen \| – \| \| 4. Februar 2018 – 10. Februar 2018 1 Woche (insgesamt 4) \| 4 \| JVG \| Popkorni \| – \| \| 11. Februar 2018 – 17. Februar 2018 1 Woche \| 1 \| Antti Tuisku \| Vedän sut henkeen \| – \| \| 18. Februar 2018 – 24. Februar 2018 1 Woche \| 1 \| Haloo Helsinki! feat. JVG \| Texas \| – \| \| 25. Februar 2018 – 10. März 2018 2 Wochen (insgesamt 3) \| 3 \| Nikke Ankara \| Rikkinäinen prinsessa \| – \| \| 11. März 2018 – 17. März 2018 1 Woche \| 1 \| Evelina \| Sun vika \| – \| \| 18. März 2018 – 24. März 2018 1 Woche (insgesamt 3) \| 3 \| Nikke Ankara \| Rikkinäinen prinsessa \| – \| \| 25. März 2018 – 7. April 2018 2 Wochen \| 2 \| Sanni \| Pornoo \| – \| \| 8. April 2018 – 14. April 2018 1 Woche \| 1 \| Tippa \| Satutat mua \| – \| \| 15. April 2018 – 28. April 2018 2 Wochen \| 2 \| Mikael Gabriel \| Timanttei \| – \| \| 29. April 2018 – 16. Juni 2018 7 Wochen \| 7 \| Adi L Hasla feat. Pihlaja \| Kevät \| – \| \| 17. Juni 2018 – 23. Juni 2018 1 Woche (insgesamt 5) \| 5 \| Clean Bandit feat. Demi Lovato \| Solo \| – \| \| 24. Juni 2018 – 30. Juni 2018 1 Woche \| 1 \| Sanni \| Jacuzzi \| – \| \| 1. Juli 2018 – 7. Juli 2018 1 Woche (insgesamt 5) \| 5 \| Clean Bandit feat. Demi Lovato \| Solo \| – \| \| 8. Juli 2018 – 21. Juli 2018 2 Wochen \| 2 \| Lukas Leon, Etta & Cheek \| XTC \| – \| \| 22. Juli 2018 – 11. August 2018 3 Wochen (insgesamt 5) \| 5 \| Clean Bandit feat. Demi Lovato \| Solo \| – \| \| 12. August 2018 – 18. August 2018 1 Woche \| 1 \| Abreu \| Yhen elämän juttu \| – \| \| 19. August 2018 – 22. September 2018 5 Wochen \| 5 \| Dynoro & Gigi D’Agostino \| In My Mind Diego Leoni, Paolo Sandrini, Luigino Di Agostino, Carlos Montagner, Ivan Gough, Aden Forte, Joshua Soon, Georgina Kingsley \| – \| \| 23. September 2018 – 29. September 2018 1 Woche \| 1 \| Kanye West & Lil Pump \| I Love It Kanye Omari West, Gazzy Garcia, Smokepurpp \| – \| \| 30. September 2018 – 27. Oktober 2018 4 Wochen \| 4 \| Lil Peep & XXXTentacion \| Falling Down Gustav Åhr, Makonnen Sheran, Jahseh Onfroy \| – \| \| 28. Oktober 2018 – 3. November 2018 1 Woche \| 1 \| Elastinen \| Loppuun asti \| – \| \| 4. November 2018 – 17. November 2018 2 Wochen (insgesamt 7) \| 7 \| Ava Max \| Sweet but Psycho Ava Max, Andreas Andersen Haukeland, Madison Love, Henry Walter \| – \| \| 18. November 2018 – 24. November 2018 1 Woche \| 1 \| Ariana Grande \| Thank U, Next Ariana Grande, Charles Anderson, Michael Foster, Tayla Parx, Tommy Brown, Victoria McCants \| – \| \| 25. November 2018 – 29. Dezember 2018 5 Wochen (insgesamt 7) \| 7 \| Ava Max \| Sweet but Psycho Ava Max, Andreas Andersen Haukeland, Madison Love, Henry Walter \| – \| \| 30. Dezember 2018 – 5. Januar 2019 1 Woche \| 1 \| Mariah Carey \| All I Want for Christmas Is You Mariah Carey, Walter Afanasieff \| – \| |                                        |                                        | |                           |
| ← 2017 |                                        |                                        | | → 2019 →                  |
| Zeitraum | Wo. ges.                               | Interpret                              | Titel Autor(en) | Zusätzliche Informationen |
| (Zeitraum, Wochen auf Platz eins, Interpret, Titel, Autor[en], zusätzliche Informationen) |                                        |                                        | |                           |
| 10. Dezember 2017 – 6. Januar 2018 4 Wochen | 4                                      | Pikku G feat. Behm                     | Solmussa Rita Marketta Behm, Henri Jouni Kristian Lanz, Kalle Oskari Esanpoika Maekipelto                                             | –                         |
| 7. Januar 2018 – 27. Januar 2018 3 Wochen (insgesamt 4) | 4                                      | JVG                                    | Popkorni | –                         |
| 28. Januar 2018 – 3. Februar 2018 1 Woche | 1                                      | Pyhimys feat. Aksel Kankaanranta       | Jättiläinen | –                         |
| 4. Februar 2018 – 10. Februar 2018 1 Woche (insgesamt 4) | 4                                      | JVG                                    | Popkorni | –                         |
| 11. Februar 2018 – 17. Februar 2018 1 Woche | 1                                      | Antti Tuisku                           | Vedän sut henkeen | –                         |
| 18. Februar 2018 – 24. Februar 2018 1 Woche | 1                                      | Haloo Helsinki! feat. JVG              | Texas | –                         |
| 25. Februar 2018 – 10. März 2018 2 Wochen (insgesamt 3) | 3                                      | Nikke Ankara                           | Rikkinäinen prinsessa | –                         |
| 11. März 2018 – 17. März 2018 1 Woche | 1                                      | Evelina                                | Sun vika | –                         |
| 18. März 2018 – 24. März 2018 1 Woche (insgesamt 3) | 3                                      | Nikke Ankara                           | Rikkinäinen prinsessa | –                         |
| 25. März 2018 – 7. April 2018 2 Wochen | 2                                      | Sanni                                  | Pornoo | –                         |
| 8. April 2018 – 14. April 2018 1 Woche | 1                                      | Tippa                                  | Satutat mua | –                         |
| 15. April 2018 – 28. April 2018 2 Wochen | 2                                      | Mikael Gabriel                         | Timanttei | –                         |
| 29. April 2018 – 16. Juni 2018 7 Wochen | 7                                      | Adi L Hasla feat. Pihlaja              | Kevät | –                         |
| 17. Juni 2018 – 23. Juni 2018 1 Woche (insgesamt 5) | 5                                      | Clean Bandit feat. Demi Lovato         | Solo | –                         |
| 24. Juni 2018 – 30. Juni 2018 1 Woche | 1                                      | Sanni                                  | Jacuzzi | –                         |
| 1. Juli 2018 – 7. Juli 2018 1 Woche (insgesamt 5) | 5                                      | Clean Bandit feat. Demi Lovato         | Solo | –                         |
| 8. Juli 2018 – 21. Juli 2018 2 Wochen | 2                                      | Lukas Leon, Etta & Cheek               | XTC | –                         |
| 22. Juli 2018 – 11. August 2018 3 Wochen (insgesamt 5) | 5                                      | Clean Bandit feat. Demi Lovato         | Solo | –                         |
| 12. August 2018 – 18. August 2018 1 Woche | 1                                      | Abreu                                  | Yhen elämän juttu | –                         |
| 19. August 2018 – 22. September 2018 5 Wochen | 5                                      | Dynoro & Gigi D’Agostino               | In My Mind Diego Leoni, Paolo Sandrini, Luigino Di Agostino, Carlos Montagner, Ivan Gough, Aden Forte, Joshua Soon, Georgina Kingsley | –                         |
| 23. September 2018 – 29. September 2018 1 Woche | 1                                      | Kanye West & Lil Pump                  | I Love It Kanye Omari West, Gazzy Garcia, Smokepurpp                                                                                  | –                         |
| 30. September 2018 – 27. Oktober 2018 4 Wochen | 4                                      | Lil Peep & XXXTentacion                | Falling Down Gustav Åhr, Makonnen Sheran, Jahseh Onfroy                                                                               | –                         |
| 28. Oktober 2018 – 3. November 2018 1 Woche | 1                                      | Elastinen                              | Loppuun asti | –                         |
| 4. November 2018 – 17. November 2018 2 Wochen (insgesamt 7) | 7                                      | Ava Max                                | Sweet but Psycho Ava Max, Andreas Andersen Haukeland, Madison Love, Henry Walter                                                      | –                         |
| 18. November 2018 – 24. November 2018 1 Woche | 1                                      | Ariana Grande                          | Thank U, Next Ariana Grande, Charles Anderson, Michael Foster, Tayla Parx, Tommy Brown, Victoria McCants                              | –                         |
| 25. November 2018 – 29. Dezember 2018 5 Wochen (insgesamt 7) | 7                                      | Ava Max                                | Sweet but Psycho Ava Max, Andreas Andersen Haukeland, Madison Love, Henry Walter                                                      | –                         |
| 30. Dezember 2018 – 5. Januar 2019 1 Woche | 1                                      | Mariah Carey                           | All I Want for Christmas Is You Mariah Carey, Walter Afanasieff                                                                       | –                         |

## Alben
| ← 2017 ← | Liste der Nummer-eins-Hits in Finnland | Liste der Nummer-eins-Hits in Finnland | Liste der Nummer-eins-Hits in Finnland            | 2019 →                    |
| \| Zeitraum \| Wo. ges. \| Interpret \| Titel \| Zusätzliche Informationen \| \| (Zeitraum, Wochen auf Platz eins, Interpret, Titel, zusätzliche Informationen) \| \| \| \| \| \| ------------------------------------------------------------------------------ \| -------- \| ------------------------ \| ------------------------------------------------- \| ------------------------- \| \| 31. Dezember 2017 – 6. Januar 2018 1 Woche \| 1 \| Verschiedene Interpreten \| Joulu \| – \| \| 7. Januar 2018 – 10. Februar 2018 5 Wochen (insgesamt 8) \| 8 \| JVG \| Popkorni \| – \| \| 11. Februar 2018 – 17. Februar 2018 1 Woche \| 1 \| Aleksanteri Hakaniemi \| Nuorena jaksaa \| – \| \| 18. Februar 2018 – 24. Februar 2018 1 Woche \| 1 \| CMX \| Alkuteos \| – \| \| 25. Februar 2018 – 3. März 2018 1 Woche \| 1 \| Kasmir \| Valmis \| – \| \| 4. März 2018 – 17. März 2018 2 Wochen (insgesamt 3) \| 3 \| Pyhimys \| Tapa poika \| – \| \| 18. März 2018 – 24. März 2018 1 Woche \| 1 \| Nightwish \| Decades \| – \| \| 25. März 2018 – 31. März 2018 1 Woche (insgesamt 3) \| 3 \| Pyhimys \| Tapa poika \| – \| \| 1. April 2018 – 21. April 2018 3 Wochen \| 3 \| Vesta \| Lohtulauseita \| – \| \| 22. April 2018 – 5. Mai 2018 2 Wochen \| 2 \| Juha Tapio \| Kuka näkee sut \| – \| \| 6. Mai 2018 – 26. Mai 2018 3 Wochen \| 3 \| Post Malone \| Beerbongs & Bentleys \| – \| \| 27. Mai 2018 – 2. Juni 2018 1 Woche \| 1 \| Amorphis \| Queen of Time \| – \| \| 3. Juni 2018 – 9. Juni 2018 1 Woche \| 1 \| Mokoma \| Hengen pitimet \| – \| \| 10. Juni 2018 – 16. Juni 2018 1 Woche \| 1 \| Ghost \| Prequelle \| – \| \| 17. Juni 2018 – 23. Juni 2018 1 Woche \| 1 \| Mikael Gabriel \| Ääripäät \| – \| \| 24. Juni 2018 – 30. Juni 2018 1 Woche (insgesamt 2) \| 2 \| Paperi T \| Kaikki on hyvin \| – \| \| 1. Juli 2018 – 7. Juli 2018 1 Woche (insgesamt 4) \| 4 \| Lukas Leon \| Simba \| – \| \| 8. Juli 2018 – 14. Juli 2018 1 Woche \| 1 \| Drake \| Scorpion \| – \| \| 15. Juli 2018 – 21. Juli 2018 1 Woche (insgesamt 4) \| 4 \| Lukas Leon \| Simba \| – \| \| 22. Juli 2018 – 28. Juli 2018 1 Woche (insgesamt 2) \| 2 \| Paperi T \| Kaikki on hyvin \| – \| \| 29. Juli 2018 – 11. August 2018 2 Wochen (insgesamt 4) \| 4 \| Lukas Leon \| Simba \| – \| \| 12. August 2018 – 18. August 2018 1 Woche \| 1 \| Verschiedene Interpreten \| Mamma Mia! Here We Go Again: The Movie Soundtrack \| – \| \| 19. August 2018 – 25. August 2018 1 Woche \| 1 \| Anna Puu \| Nälkäinen sydän \| – \| \| 26. August 2018 – 1. September 2018 1 Woche \| 1 \| Ariana Grande \| Sweetener \| – \| \| 2. September 2018 – 8. September 2018 1 Woche \| 1 \| Cheek \| Timantit on ikuisia \| – \| \| 9. September 2018 – 15. September 2018 1 Woche \| 1 \| Eminem \| Kamikaze \| – \| \| 16. September 2018 – 22. September 2018 1 Woche \| 1 \| Jenni Vartiainen \| Monologi \| – \| \| 23. September 2018 – 29. September 2018 1 Woche \| 1 \| Turmion Kätilöt \| Universal Satan \| – \| \| 30. September 2018 – 6. Oktober 2018 1 Woche \| 1 \| Kotiteollisuus \| Valtatie 666 \| – \| \| 7. Oktober 2018 – 13. Oktober 2018 1 Woche \| 1 \| Klamydia \| Aikuisilta kielletty \| – \| \| 14. Oktober 2018 – 20. Oktober 2018 1 Woche \| 1 \| Poets of the Fall \| Ultraviolet \| – \| \| 21. Oktober 2018 – 27. Oktober 2018 1 Woche \| 1 \| Stam1na \| Taival \| – \| \| 28. Oktober 2018 – 3. November 2018 1 Woche \| 1 \| J. Karjalainen \| Sä kuljetat mua \| – \| \| 4. November 2018 – 17. November 2018 2 Wochen (insgesamt 3) \| 3 \| Gasellit \| Jano \| – \| \| 18. November 2018 – 24. November 2018 1 Woche \| 1 \| Lil Peep \| Come Over When You’re Sober, Pt. 2 \| – \| \| 25. November 2018 – 1. Dezember 2018 1 Woche (insgesamt 3) \| 3 \| Gasellit \| Jano \| – \| \| 2. Dezember 2018 – 8. Dezember 2018 1 Woche (insgesamt 3) \| 3 \| Waltteri Torikka \| Sydämeni joulu \| – \| \| 9. Dezember 2018 – 15. Dezember 2018 1 Woche \| 1 \| 6ix9ine \| Dummy Boy \| – \| \| 16. Dezember 2018 – 29. Dezember 2018 2 Wochen (insgesamt 3) \| 3 \| Waltteri Torikka \| Sydämeni joulu \| – \| \| 30. Dezember 2018 – 26. Januar 2019 4 Wochen \| 4 \| Alan Walker \| Different World \| – \| |                                        |                                        |                                                   |                           |
| ← 2017 |                                        |                                        |                                                   | → 2019 →                  |
| Zeitraum | Wo. ges.                               | Interpret                              | Titel                                             | Zusätzliche Informationen |
| (Zeitraum, Wochen auf Platz eins, Interpret, Titel, zusätzliche Informationen) |                                        |                                        |                                                   |                           |
| 31. Dezember 2017 – 6. Januar 2018 1 Woche | 1                                      | Verschiedene Interpreten               | Joulu                                             | –                         |
| 7. Januar 2018 – 10. Februar 2018 5 Wochen (insgesamt 8) | 8                                      | JVG                                    | Popkorni                                          | –                         |
| 11. Februar 2018 – 17. Februar 2018 1 Woche | 1                                      | Aleksanteri Hakaniemi                  | Nuorena jaksaa                                    | –                         |
| 18. Februar 2018 – 24. Februar 2018 1 Woche | 1                                      | CMX                                    | Alkuteos                                          | –                         |
| 25. Februar 2018 – 3. März 2018 1 Woche | 1                                      | Kasmir                                 | Valmis                                            | –                         |
| 4. März 2018 – 17. März 2018 2 Wochen (insgesamt 3) | 3                                      | Pyhimys                                | Tapa poika                                        | –                         |
| 18. März 2018 – 24. März 2018 1 Woche | 1                                      | Nightwish                              | Decades                                           | –                         |
| 25. März 2018 – 31. März 2018 1 Woche (insgesamt 3) | 3                                      | Pyhimys                                | Tapa poika                                        | –                         |
| 1. April 2018 – 21. April 2018 3 Wochen | 3                                      | Vesta                                  | Lohtulauseita                                     | –                         |
| 22. April 2018 – 5. Mai 2018 2 Wochen | 2                                      | Juha Tapio                             | Kuka näkee sut                                    | –                         |
| 6. Mai 2018 – 26. Mai 2018 3 Wochen | 3                                      | Post Malone                            | Beerbongs & Bentleys                              | –                         |
| 27. Mai 2018 – 2. Juni 2018 1 Woche | 1                                      | Amorphis                               | Queen of Time                                     | –                         |
| 3. Juni 2018 – 9. Juni 2018 1 Woche | 1                                      | Mokoma                                 | Hengen pitimet                                    | –                         |
| 10. Juni 2018 – 16. Juni 2018 1 Woche | 1                                      | Ghost                                  | Prequelle                                         | –                         |
| 17. Juni 2018 – 23. Juni 2018 1 Woche | 1                                      | Mikael Gabriel                         | Ääripäät                                          | –                         |
| 24. Juni 2018 – 30. Juni 2018 1 Woche (insgesamt 2) | 2                                      | Paperi T                               | Kaikki on hyvin                                   | –                         |
| 1. Juli 2018 – 7. Juli 2018 1 Woche (insgesamt 4) | 4                                      | Lukas Leon                             | Simba                                             | –                         |
| 8. Juli 2018 – 14. Juli 2018 1 Woche | 1                                      | Drake                                  | Scorpion                                          | –                         |
| 15. Juli 2018 – 21. Juli 2018 1 Woche (insgesamt 4) | 4                                      | Lukas Leon                             | Simba                                             | –                         |
| 22. Juli 2018 – 28. Juli 2018 1 Woche (insgesamt 2) | 2                                      | Paperi T                               | Kaikki on hyvin                                   | –                         |
| 29. Juli 2018 – 11. August 2018 2 Wochen (insgesamt 4) | 4                                      | Lukas Leon                             | Simba                                             | –                         |
| 12. August 2018 – 18. August 2018 1 Woche | 1                                      | Verschiedene Interpreten               | Mamma Mia! Here We Go Again: The Movie Soundtrack | –                         |
| 19. August 2018 – 25. August 2018 1 Woche | 1                                      | Anna Puu                               | Nälkäinen sydän                                   | –                         |
| 26. August 2018 – 1. September 2018 1 Woche | 1                                      | Ariana Grande                          | Sweetener                                         | –                         |
| 2. September 2018 – 8. September 2018 1 Woche | 1                                      | Cheek                                  | Timantit on ikuisia                               | –                         |
| 9. September 2018 – 15. September 2018 1 Woche | 1                                      | Eminem                                 | Kamikaze                                          | –                         |
| 16. September 2018 – 22. September 2018 1 Woche | 1                                      | Jenni Vartiainen                       | Monologi                                          | –                         |
| 23. September 2018 – 29. September 2018 1 Woche | 1                                      | Turmion Kätilöt                        | Universal Satan                                   | –                         |
| 30. September 2018 – 6. Oktober 2018 1 Woche | 1                                      | Kotiteollisuus                         | Valtatie 666                                      | –                         |
| 7. Oktober 2018 – 13. Oktober 2018 1 Woche | 1                                      | Klamydia                               | Aikuisilta kielletty                              | –                         |
| 14. Oktober 2018 – 20. Oktober 2018 1 Woche | 1                                      | Poets of the Fall                      | Ultraviolet                                       | –                         |
| 21. Oktober 2018 – 27. Oktober 2018 1 Woche | 1                                      | Stam1na                                | Taival                                            | –                         |
| 28. Oktober 2018 – 3. November 2018 1 Woche | 1                                      | J. Karjalainen                         | Sä kuljetat mua                                   | –                         |
| 4. November 2018 – 17. November 2018 2 Wochen (insgesamt 3) | 3                                      | Gasellit                               | Jano                                              | –                         |
| 18. November 2018 – 24. November 2018 1 Woche | 1                                      | Lil Peep                               | Come Over When You’re Sober, Pt. 2                | –                         |
| 25. November 2018 – 1. Dezember 2018 1 Woche (insgesamt 3) | 3                                      | Gasellit                               | Jano                                              | –                         |
| 2. Dezember 2018 – 8. Dezember 2018 1 Woche (insgesamt 3) | 3                                      | Waltteri Torikka                       | Sydämeni joulu                                    | –                         |
| 9. Dezember 2018 – 15. Dezember 2018 1 Woche | 1                                      | 6ix9ine                                | Dummy Boy                                         | –                         |
| 16. Dezember 2018 – 29. Dezember 2018 2 Wochen (insgesamt 3) | 3                                      | Waltteri Torikka                       | Sydämeni joulu                                    | –                         |
| 30. Dezember 2018 – 26. Januar 2019 4 Wochen | 4                                      | Alan Walker                            | Different World                                   | –                         |